# Cirrifera boletiformae
Cirrifera boletiformae är en plattmaskart som beskrevs av Sopott 1972. Cirrifera boletiformae ingår i släktet Cirrifera och familjen Coelogynoporidae. Inga underarter finns listade i Catalogue of Life.